# لحظات تصمیم‌گیری

روی جلد کتاب «لحظه‌های تصمیم‌گیری»، خاطرات بوش

کتاب لحظات تصمیم‌گیری Decision Points خاطرات جورج دبلیو بوش چهل و سومین رئیس‌جمهور ایالات متحده است.
کتاب با همکاری «کریستوفر میچل» که سخنرانی‌هایش را یاداشت می‌کرد، نوشته شده، و بر خلاف کتاب خاطرات تونی بلر که با عکس زیاد همراه است، تنها عکس روی جلد را دارد. ترجمه فارسی آن با کوشش حسین وزیری سابقی و علی هاشمزهی موجود است.
این کتاب درست چند روز بعد از پیروزی جمهوریخواهان در انتخابات میاندوره‌ای کنگره آمریکا منتشر شده و منتقدین بوش، زمان انتشار کتاب و تبلیغات دامنه‌دار در مورد آن را به انتخابات سال ۲۰۱۲ ربط داده‌اند. بخصوص که بوش با دفاع از عملیات آمریکا در عراق و اینکه ابداً از این بابت پشیمان نیست، می‌کوشد به تصمیمات جمهوریخواهان مشروعیت بخشیده و صحه بگذارد.
یکی از مشاورین و مریدان آقای بوش گفته است: وقتی شما کتاب پریزیدنت بوش را می‌خوانید می‌بینید ۸ سال بار تمام جهان لحظه لحظه بر دوش وی بوده‌است.
منتقدین بوش نیز با اشاره به سخن جورج برنارد شاو گفته‌اند: وقتی کتاب خاطرات می‌خوانید یادتان باشد که حقیقت هرگز برای انتشار مناسب نیست. (آنچه می‌خوانید همه ماجرا و حقیقت ماجرا را در برندارد)
جورج دبلیو بوش، حدود ۲ سال روی کتاب خاطراتش، کار کرده و نهایتاً در ۴۹۷ صفحه و ۱۴ فصل، نهم نوامبر سال ۲۰۱۰ انتشار داده است.
فصل اول به وقایع قابل توجه در زندگی شخصی مثل تصمیم برای ترک نوشیدن مشروبات الکلی در سن ۴۰ سالگی، احساس بوش نسبت به سقط جنین و اینکه در گذشته جنین سقط شده مادرش را دیده و متأثر شده‌است و… اختصاص یافته‌است.
فصل دوم دو دوره فرمانداریش در تگزاس را در برمی گیرد و…
در فصول دیگر به جوادث گوناگون دوران ریاست جمهوری می‌پردازد.
قرار ملاقات‌ها، پیش و بعد از یازده سپتامبر، این ادعا که قصد داشته دیک چینی را کنار بگذارد تا نگویند همه چیز زیر سر او است و یکبار هم بر او غضب کرده چون تقاضای عفو یک مجرم را داشته‌است…
جنگ در افغانستان، تقاضای «الی ویزل»، بازمانده هولوکاست برای برخورد نهایی با صدام حسین، (که روی تصمیم بوش برای آغاز عملیات تآثیر گذاشته است)، تلاش سفیر عربستان سعودی «بندر بن سلطان» برای آغاز جنگ در عراق، نقش حسنی مبارک در خطرناک جلوه دادن صدام و اینکه عراق دارای سلاح‌های کشتار جمعی خیلی خطرناک است و می‌خواهد علیه قوای نظامی آمریکا استفاده کند، دیدگاه «ال‌گور» Al Gore و «جان کری» که در سال ۲۰۰۲ به نوعی انجام عملیات علیه صدام را توصیه می‌کردند.
نامه‌ای که جورج دبلیو بوش برای پدرش نوشته و بوش پدر وی را به استواری و عمل نهایی علیه صدام ترغیب کرده‌است…
شروع جنگ در عراق، سقوط وال استریت، زندانیان گوانتاناما، پیدا نشدن سلاحهای کشتار جمعی، اشاره به اشتباه در عراق و انحلال ارتش عراق، مسائل داخلی، بیمه‌های اجتماعی، مسئله مهاجرت، طوفان کاترینا، کمک به کشورهای در حال توسعه، تصمیم به اعزام نیروهای بیشتر به عراق در سال ۲۰۰۷، بحران مالی سال ۲۰۰۸ و…
بوش، قضاوت در مورد عملکرش را به تاریخ می‌سپارد.
اصلی‌ترین استدلال جورج دبلیو بوش این است که اگر تصمیمات درست او در مورد افغانستان و عراق و خاورمیانه و اروپا نبود، الآن دنیا وضع دیگری داشت ! منتقدین در مقابل پرسیده‌اند: اگر این تصمیمات اتخاذ نشده نبود، آیا دنیا همین وضع کنونی را داشت؟
بوش مدعی است که هدف از رفتن به عراق و افغانستان صلح و دموکراسی است.
منتقدین در مقابل جنگ برای ترویج صلح و خشونت برای حفظ دموکراسی را زیر سئوال برده‌اند و در برابر ادعای پیشن وی که به وجود سلاحهای کشتار جمعی در عراق اصرار می‌کرد می‌گویند: از آغاز مشخص بود اسلحه کشتار جمعی در عراق، بهانه است.
بوش در کتاب لحظات تصمیم‌گیری (خاطراتش)، (خفه کردن مصنوعی)، waterboarding را که در جنگ ویتنام هم بازجویان آمریکایی به کار بردند، توجیه کرده، و می‌گوید مشاورین حقوقی وی گفته‌اند این شیوه شکنجه نیست.
بوش گفته است: من دستور انجام تکنیک‌های پیشرفته بازجویی Enhanced interrogation techniques را دادم و به کمک آن چندین طرح تروریستی در انگلیس و اسپانیا خنثی شد. یکی از وزرای پیشن انگلیس ادعای مزبور را رد کرده و گفته چنین چیزی واقعیت ندارد. صدر اعظم پیشن آلمان نیز از اینکه بوش صادقانه موضوع حمله بع عراق را گزارش نکرده و در کتابش نادرست نوشته است، اعتراض نمود.Chancellor Schröder Says Bush 'Is Not Telling the Truth'
Publisher: Random House
Date: ۰۹ نوامبر ۲۰۱۰
Edition: Illustrated
ISBN 978-0-307-59061-9
ISBN 0-307-59061-5
دوستداران بوش گفته‌اند: این کتاب در تیراژ ۵/۱ میلیون جلد منتشر شده و در هفته اول بیش از ۷۵ هزار جلد ان به فروش رسیده و اهمیت و ارزش آن را می‌رساند. این کتاب در ایران هم با ترجمه محمدحسین اسماعیل‌زاده و ویراستاری حسین یاغچی توسط انتشارات هژبر چاپ شده‌است.
منتقدین وی نیز می‌گویند: کتاب‌های خاطرات که توسط سیاستمداران نوشته می‌شود، تا حدودی با توجیه عملکرد خودشان همراه است و صاحب خاطرات آگاهانه و ناآگاهانه می‌کوشد در برابر قضاوت آیندگان و تاریخ، پیشدستی کند. در این‌گونه خاطرات کمتر با گزارش صادقانه رویداها و تعلیل (تحلیل علتها) ی آن روبرو هستیم. در نقطه مقابل «لورا بوش» همسر جورج دبلیو بوش گفته است کتاب لحظه‌های تصمیم‌گیری از قلب او برآمده‌است. خود بوش نیز به تفصیل از کتاب تعریف کرده‌است.
سی و سومین رئیس‌جمهور آمریکا، هری ترومن Harry Truman دو جلد کتاب خاطرات دارد که نام یکی از آن‌ها این است:
"Year of Decisions" (سال تصمیمها)
بنظر می‌رسد آقای بوش در انتخاب نام کتابش، Decision Points گوشه چشمی به نامی که ترومن برای خاطراتش گذاشته، داشته‌است.
ترجمهٔ فارسی این کتاب به صورت پاورقی در نشریهٔ شهروند تورنتو منتشر می‌شود. 